# Austrochlus centralaustralis
Austrochlus centralaustralis är en tvåvingeart som beskrevs av Cranston, Edward och Cook 2002. Austrochlus centralaustralis ingår i släktet Austrochlus och familjen fjädermyggor. Inga underarter finns listade i Catalogue of Life.